# Ceropegia sankuruensis
Ceropegia sankuruensis är en oleanderväxtart som beskrevs av Rudolf Schlechter. Ceropegia sankuruensis ingår i släktet Ceropegia och familjen oleanderväxter. Inga underarter finns listade i Catalogue of Life.